# Europastraße 802
Die Europastraße 802 (kurz: E 802) ist eine Europastraße in Portugal. Ihre Länge beträgt rund 590 km.

## Verlauf
Die Europastraße 802 beginnt in Bragança, wird über Guarda, Castelo Branco, Évora weitergeführt und endet in Ourique.